# Doug Mitchell Thunderbird Sports Centre
Das Doug Mitchell Thunderbird Sports Centre ist eine Mehrzweckhalle auf dem Campus der University of British Columbia in den University Endowment Lands der kanadischen Stadt Vancouver, British Columbia. Früher trug die Sportarena die Namen UBC Thunderbird Arena oder UBC Winter Sports Centre.

## Geschichte

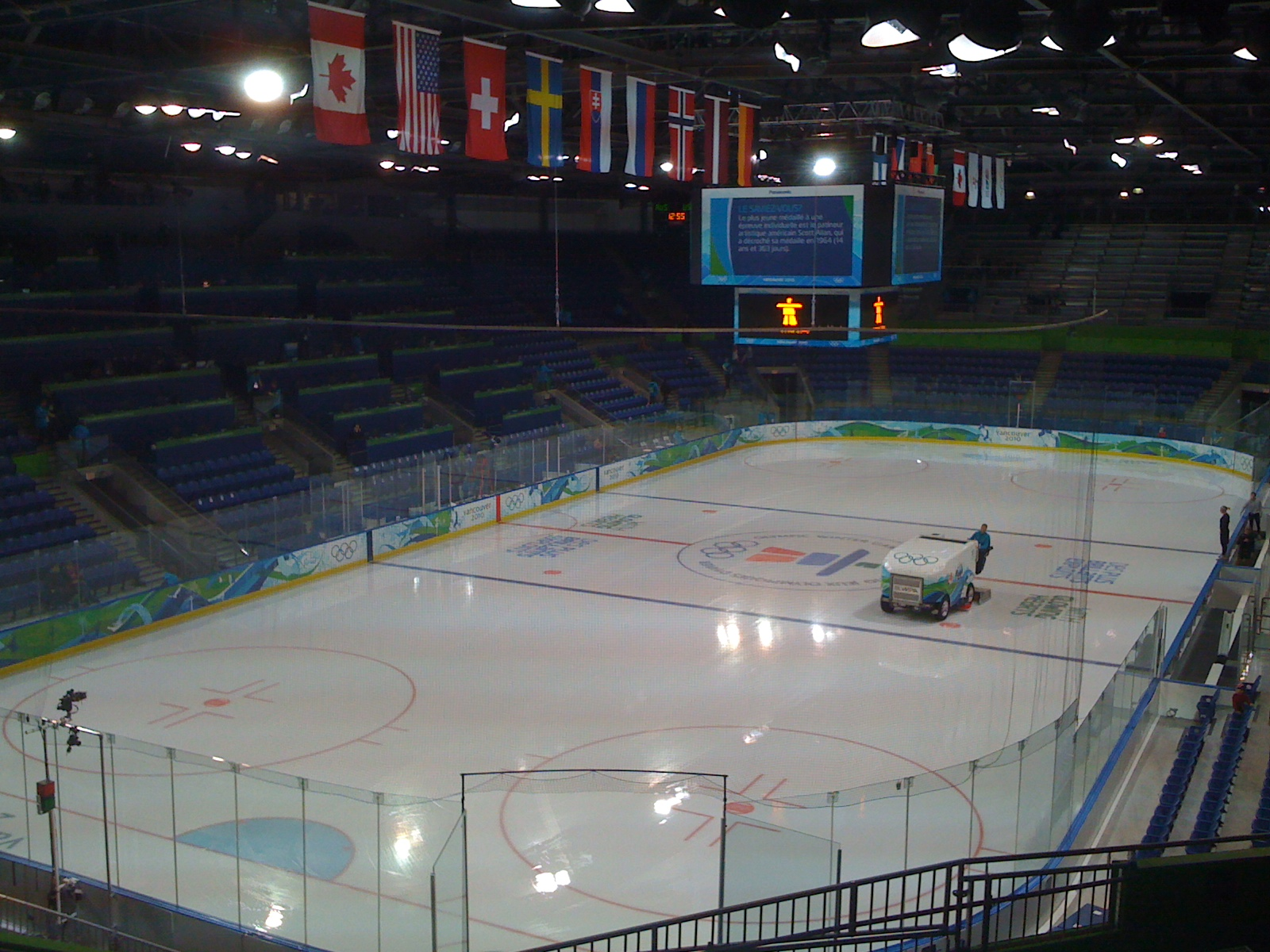
Der Innenraum der Halle

Der Bau begann im April 2006 und wurde nach der Fertigstellung im Sommer 2008 am 7. Juli des Jahres eröffnet. Am 21. August 2009 erhielt die Veranstaltungshalle den Namen von Doug Mitchell, einem Rechtsanwalt und Alumni der UBC, der das Eishockey der Universität fördert. Während der Olympischen Winterspiele 2010 diente die Arena neben dem Canada Hockey Place als zweiter Schauplatz der Eishockey-Wettbewerbe der Männer und Frauen, zudem wurden die Sledge-Hockey-Turniere der Winter-Paralympics 2010 im Winter Sports Centre ausgetragen. Die Arena bietet insgesamt 7.500 Zuschauern Platz und umfasst drei Eisflächen, von denen eine ausschließlich zu Trainingszwecken genutzt werden soll. Das Doug Mitchell Thunderbird Sports Centre befindet sich auf dem Bereich des ehemaligen Thunderbird Winter Sport Complex und liegt ungefähr 13 Kilometer entfernt vom olympischen Dorf der Spiele 2010, somit war es nach Angaben der Veranstalter leicht mit öffentlichen Verkehrsmitteln zu erreichen.
Nach den Olympischen Spielen wird die Halle auch weiterhin für den College- und Vereinssport genutzt.

## Davis Cup
Die kanadische Davis-Cup-Mannschaft hat ihre Heimspiele der Jahre 2012 und 2013 (erste Runde 2012 und 2013 und Viertelfinale 2013) in der UBC Thunderbird Arena auf Hartplatz ausgetragen.